# Usma (stacja kolejowa)
Usma – stacja kolejowa w miejscowości Usmas stacija, w gminie Windawa, na Łotwie. Położona jest na linii Windawa - Tukums.